# Тверское Поволжье (газета)
Тверское Поволжье (1906-1916) — газета, которая являлась приложением к журналу «Жало», издавалась в Старицкой типографии. Выходила 3 раза в неделю: воскресенье, среду и пятницу. Тираж издания был 600 экз. Распространялась по подписке. 
Одним из редакторов был барон И. С. Вревский. С мая 1906 — И. П. Крылов. 
В газете были постоянные рубрики: Телеграммы и Местный отдел. На издателя и редактора газеты неоднократно налагались штрафы и аресты за резкий тон публикаций, направленных против либералов, кадетов, евреев и бюрократии. В газете ярко освещалась политическая жизнь губернии, в т. ч. выборы в Государственную Думу. На основании разоблачительных материалов часто создавались губернские и земские комиссии. Помимо материалов из области политики, в издании публиковалась проза, поэзия, критика местных авторов.